# Jerzy Janicki

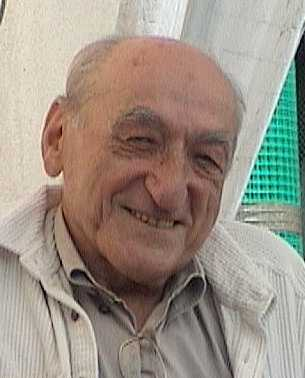
Jerzy Janicki we Lwowie (2004)

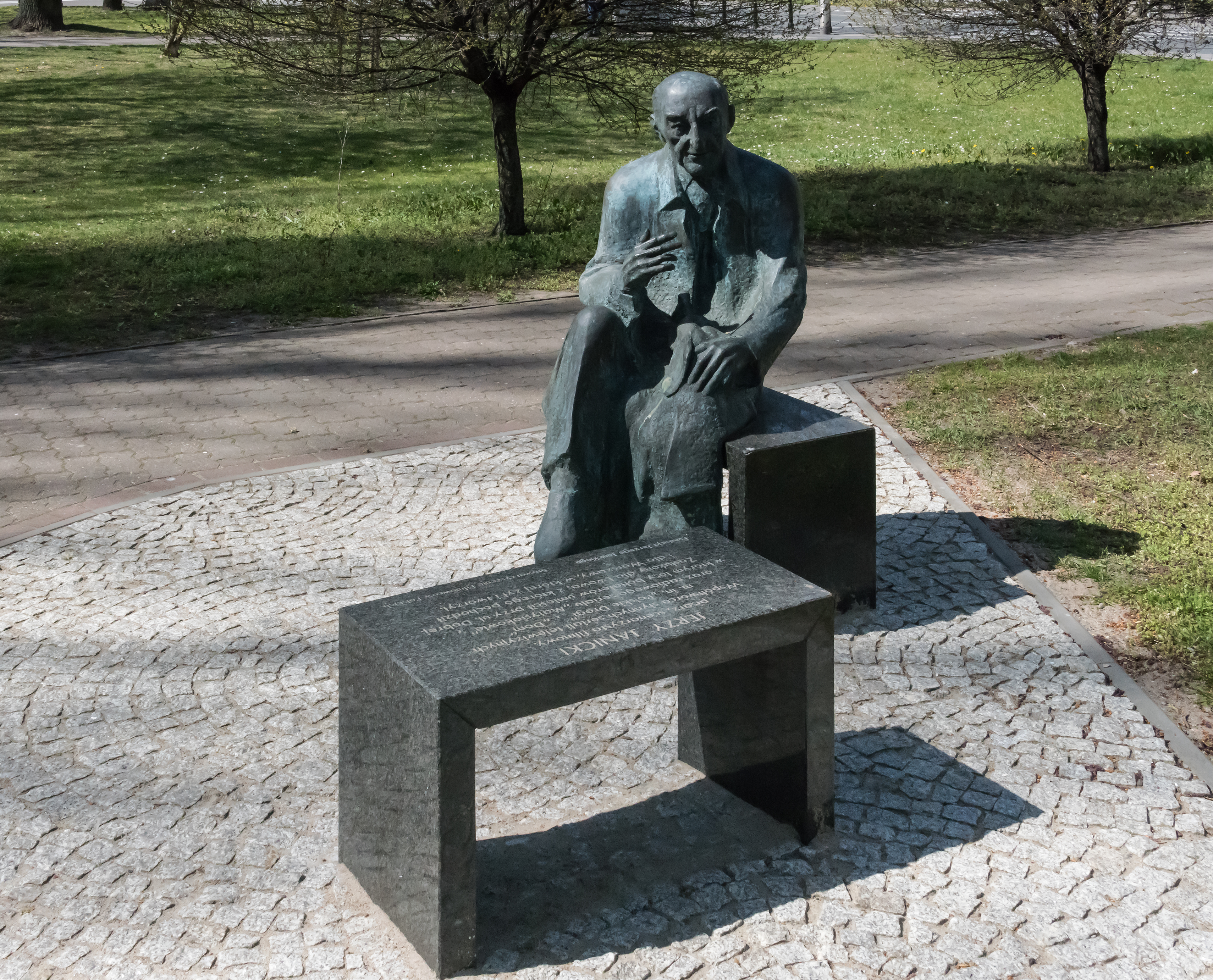
Ławeczka Jerzego Janickiego na skwerze jego imienia na warszawskim Powiślu

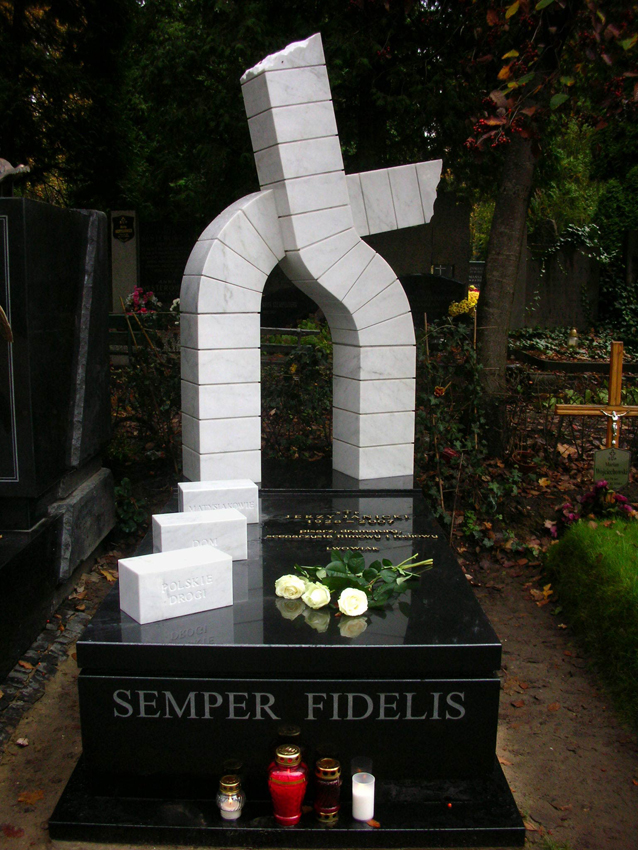
Grób Jerzego Janickiego na warszawskich Powązkach

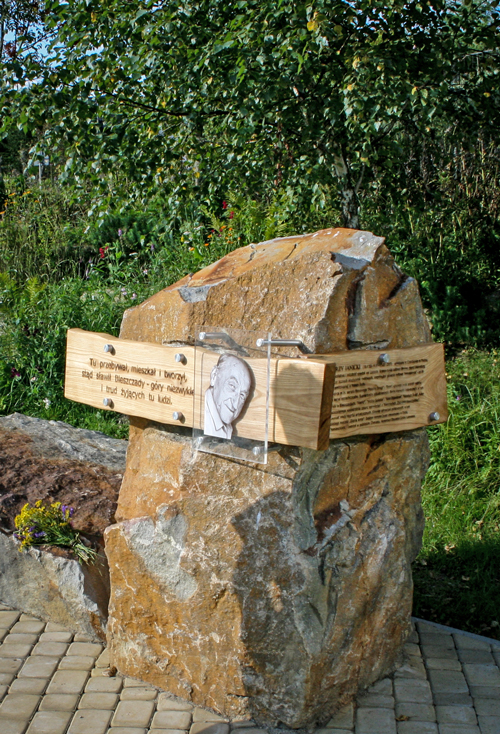
Pomnik Jerzego Janickiego w Lutowiskach

Jerzy Kazimierz Janicki (ur. 10 sierpnia 1928 w Czortkowie, zm. 15 kwietnia 2007 w Warszawie) – polski pisarz, dramaturg, dziennikarz, scenarzysta radiowy i filmowy, związany ze Lwowem i Bieszczadami.

## Życiorys
Jerzy Kazimierz Janicki urodził się w okresie II Rzeczypospolitej w Czortkowie w rodzinie Zdzisława Janickiego (ur. 1891, notariusza, kapitana rezerwy w korpusie oficerów sądowych Wojska Polskiego, do 1939 prowadzącego notariat w Buczaczu) oraz Gustawy (zmarłej w pierwszym dniu wojny w wieku 38 lat, pochowanej na cmentarzu miejskim w Buczaczu). Do 1939 zamieszkiwał z rodziną w domu w Buczaczu. Miał siostrę Jadwigę, w 1939 po pierwszym roku studiów farmacji we Lwowie.
Podczas II wojny światowej przebywał we Lwowie (nie żyła już wtedy jego matka, ojciec był jeńcem w niemieckim oflagu, a ponadto jego stryj, oficer Wojska Polskiego, w 1940 został ofiarą zbrodni katyńskiej). Do 1944 zamieszkiwał przy ulicy Łyczakowskiej 84a w Łyczakowie w rodzinnej kamienicy, należącej do dziadka od strony matki, który był pochodzenia ormiańskiego. Uczęszczał do VI Państwowego Gimnazjum im. Stanisława Staszica we Lwowie. Po decyzjach poczdamskich wyjechał na Zachód. W Krakowie w 1946 zdał egzamin dojrzałości i w wieku 17 lat rozpoczął pracę dziennikarską jako reporter sportowy. Publikował na łamach Trybuny Robotniczej. W latach 1947–1948 studiował polonistykę na Uniwersytecie Wrocławskim (do Wrocławia trafił także jego ojciec, który po pobycie w niemieckim oflagu, po wojnie został notariuszem w tym mieście)
Następnie przeniósł się do Warszawy, gdzie już jako zawodowy dziennikarz pracował w różnych redakcjach, m.in. jako reporter w czasopismach „Razem” i „Pokoleniu” (wraz z Andrzejem Mularczykiem). Od 1952 na łamach tygodnika „Świat” dość regularnie publikował reportaże i opowiadania. W 1977 odwiedził Lwów po raz pierwszy po wojnie. Zamieszkiwał na warszawskiej Sadybie. Od 1987 był członkiem Obywatelskiego Konwentu Konsultacyjnego przy przewodniczącym Rady Narodowej m. st. Warszawy.
Był mężem Krystyny Czechowicz-Janickiej, lekarz i profesor okulistyki, miał dwie córki: Katarzynę (ur. 1956 z poprzedniego małżeństwa) oraz Agnieszkę (ur. 1966).
Zmarł 15 kwietnia 2007 w Warszawie. Został pochowany 23 kwietnia 2007 na Cmentarzu Wojskowym na Powązkach (kwatera A29-tuje-16).

## Twórczość

### Pisarstwo
Za jego debiut literacki uznawany jest reportaż pt. Nylon zamieszczony na łamach tygodnika „Świat” w 1953.
Był autorem wielu tomów opowiadań, m.in. Kłaniaj się drzewom, Nieludzki doktor (opowieści przerobione z wcześniejszych scenariuszy filmowych), Biografia w walizce. Jego sfilmowane opowiadania bieszczadzkie – takie jak Wolna sobota, Hasło, Kino objazdowe, Niespotykanie spokojny człowiek – mają swój udział w mitologizacji Bieszczadów, gdzie chętnie odpoczywał od aktywnego życia. W Zatwarnicy Janicki organizował coroczne przeglądy filmów o Bieszczadach z udziałem najwybitniejszych polskich aktorów i reżyserów.
Po książce eseistycznej Ni ma jak Lwów (1991), stanowiącej swoistą literacką, poetycką monografię Lwowa, nawiązującej do przedwojennej książki Stanisława Wasylewskiego Lwów (z cyklu „Cuda Polski”), Jerzy Janicki wydał w połowie lat 90. pierwszą swoją lwowską trylogię Cały Lwów na mój głów (1993), Towarzystwo weteranów... znam tych panów (1994), A do Lwowa daleko aż strach (1995). W tych trzech ilustrowanych książkach mieszają się konwencje: gawędy, reportażu, felietonu, zapisu faktu biograficznego, antologii, anegdoty i dowcipu, powiedzonek oraz notek encyklopedycznych.
W XXI w. Janicki wydał w oficynie Iskry Czkawkę (2001) – pierwszy tom swojej lwowskiej sagi, w którym trzy opowiadania poświęcił też Buczaczowi. Jeden z krytyków (Andrzej Ziemilski) na łamach „Rzeczpospolitej” (7 lutego 2001) nazwał ją poematem romantyczno-dygresyjnym. Następnie ukazały się kolejne pozycje z tego cyklu: Kluczyk Yale (2002) i Krakidały (2004).
Rok po śmierci Jerzego Janickiego ukazał się jego zbiór opowiadań pt. Opowieści bieszczadzkie.

### Radio
Jerzy Janicki uważany jest za prekursora nowego gatunku w radiu europejskim: sagi rodzinnej, był jednym z pomysłodawców, animatorem i współtwórcą powieści radiowej Matysiakowie (wraz ze Stanisławem Stampf’lem i Władysławem Żesławskim), emitowanej nieprzerwanie co tydzień przez 50 lat.
W 1954 podjął pracę w redakcji literackiej Polskiego Radia, co okazało się momentem przełomowym w jego biografii artystycznej. Z czasem zaczął w radiu redagować magazyn satyryczny „Parnasik”, cieszący się ogromną popularnością i skupiający wokół siebie wybitnych polskich aktorów i satyryków. Podobnym uznaniem cieszyła się inna audycja paraliteracka „Krasnoludki są na świecie”, redagowana wspólnie z Andrzejem Kudelskim.
W 1956 pojawiła się na antenie powieść radiowa Matysiakowie, która była wówczas ewenementem w Europie. Wyprzedziła o prawie pół wieku popularne obecnie telenowele rodzinne. Janicki uchodzi za prekursora tego gatunku.
Był autorem kilkudziesięciu słuchowisk radiowych – w tym choćby wielokrotnie nagradzanego Koty to dranie, Tragarz puchu, Hasło – i trzykrotnie reprezentował Polskę na Prix Italia najbardziej prestiżowym, międzynarodowym konkursie dla twórców radiowych i telewizyjnych.

### Film i telewizja
Jerzy Janicki uchodzi za twórcę polskiego serialu. Był jednym z najwybitniejszych polskich scenarzystów. Był autorem scenariuszy do 18 filmów fabularnych, m.in. do:
- Przerwany lot z Elżbietą Czyżewską 1964
- Bumerang z Barbarą Brylską 1966
- Trzy kroki po ziemi z Tadeuszem Fijewskim i Ewą Wiśniewską 1965
- Człowiek z M-3 z Bogumiłem Kobielą 1968
- Milion za Laurę z Tadeuszem Rossem 1971
- Hasło z Wirgiliuszem Gryniem 1976
- Wolna sobota z Wojciechem Siemionem i Zdzisławem Wardejnem 1977
- Wesołych świąt z Januszem Kłosińskim 1977
- Koty to dranie 1978
- Tragarz puchu z Ewą Sałacką 1983
- Pastorale Heroica z Wirgiliuszem Gryniem 1983
- Ultimatum z Wirgiliuszem Gryniem 1984
- Kino objazdowe 1986
- Koniec sezonu na lody z Anną Frankowską 1987
- Spadek 1988
- Urodzony po raz trzeci z Anną Ciepielewską 1989

Był też autorem scenariuszy seriali telewizyjnych:
- Umarłem, aby żyć z Januszem Bukowskim,
- Przygody psa Cywila z Krzysztofem Litwinem 1970 dialogi
- Polskie drogi z Karolem Strasburgerem i muzyką Andrzeja Kurylewicza,
- Ballada o Januszku z Lidią Szukszyną,
- Dom – scenariusz napisany wspólnie z Andrzejem Mularczykiem, z Wacławem Kowalskim i muzyką Waldemara Kazaneckiego
- Parada oszustów – scenariusz napisany wspólnie z Andrzejem Kudelskim, Witoldem Adamkiem oraz żoną Krystyną Czechowicz-Janicką
- Jest jak jest ze Zbigniewem Buczkowskim 1994

Po ukończeniu pracy nad serialem Polskie drogi w 1977 przygotowywał scenariusz filmu opartego na faktach pt. Rok olimpijski, opowiadającego o olimpiadzie zorganizowanej w stalagu podczas II wojny światowej.

### Lwów i Kresy
Od końca lat 80., kiedy przestały obowiązywać ograniczenia cenzury, Jerzy Janicki zaczął realizować filmy o tematyce lwowskiej:
- Tońko, czyli legenda o ostatnim baciarze (1988)
- Wszystko dla Orląt (1991) z udziałem obrońcy Lwowa, lekarza osobistego gen. Władysława Andersa, dra Emila Niedźwirskiego
- A do Lwowa daleko aż strach (1996) z udziałem Włady Majewskiej – muzy Hemara
- Lwów Adama Bujaka (1997)
- Lwów tam i u mnie (1998)
- Podróż do Lwowa w lata 30. (2000), przedstawiająca głównie Lwów, ale także bliższą i dalszą okolicę (Karpaty, Zadwórze, Huculszczyznę) na amatorskich filmach rodzinnych Jerzego Matuszkiewicza z lat 30.
- Legenda Orląt Lwowskich (2002) o dziejach budowy, dewastacji, profanacji i odbudowy cmentarza Obrońców Lwowa
- Bardzo wielki mały teatr (2003) o Polskim Teatrze Ludowym we Lwowie
- Polskie Termopile (2003) o młodych Lwowiakach, bohaterach bitwy pod Zadwórzem
- Opowieści Łyczakowskiego Cmentarza (2003) – sześcioodcinkowy cykl o cmentarzu Łyczakowskim
- Opowieść o czterech flagach, czyli burza dziejowa we Lwowie (2004), o akcji Burza we Lwowie
- Przestrzenie Banacha (2005) – fabularyzowaną opowieść o lwowskim matematyku Stefanie Banachu
- Bramy przez które wędrowała historia (2006)
- Kwadrans z Hemarem.

Powstał również świetny cykl wywiadów ze sławnymi członkami lwowskiej diaspory pt. Salon lwowski, przekształcony następnie w Salon kresowy, obejmujący również Wołyń i Wileńszczyznę.
W tym czasie Jerzy Janicki był pomysłodawcą i uczestnikiem wielu audycji telewizyjnych o Lwowie, jego kulturze i historii, m.in. głośnych reportaży Stanisława Auguścika pt. Podróże na Kresy. Dla nielicznych Polaków, którzy zostali w pojałtańskim Lwowie, organizował różnego rodzaju imprezy artystyczne z udziałem czołowych polskich artystów.
Członek Towarzystwa Miłośników Lwowa, od 1988 był prezesem Oddziału Stołecznego Towarzystwa.
W 2005 doprowadził, wspólnie z Henrykiem Janasem i prof. Stanisławem Nicieją, do zakończenia, według własnego scenariusza, dziesięcioodcinkowego filmu Strażnice kresowe Rzeczypospolitej: Buczacz, Brzeżany, Chocim i Okopy Świętej Trójcy, Jazłowiec, Kamieniec Podolski, Krzemieniec, Olesko i Podhorce, Trembowla, Zbaraż, Żółkiew.

### Bieszczady
Do wyjazdu w Bieszczady został namówiony przez autora muzyki do filmu Milion za Laurę, Marka Sarta, wraz z którym po ukończeniu scenariusza po raz pierwszy przebywał w okolicach Cisnej pod namiotami w 1969. Uznał wtedy, że tamtejsze widoku przypominają mu Kresy (pasma górskie kojarzyły się z Gorganami i Czarnohorą). Od tamtej chwili nieustannie wracał do tego magicznego fragmentu Polski. Jak sam przyznał, Bieszczady stanowiły dla niego namiastkę wschodniej Galicji i przebywał tam, jako że nie można było odwiedzać Kresów. Na początku lat 90. kupił posiadłość w miejscowości Chmiel w gminie Lutowiska, która stała się dla niego i jego rodziny drugim domem, odwiedzanym w wakacje, święta czy weekendy. Rzeka San przepływająca przez wieś przypominała Janickiemu Prut w Jaremczu, gdzie przed 1939 spędzał wakacje. To właśnie w Chmielu czuł się w pełni zrelaksowany, a bieszczadzki krajobraz do złudzenia przypominający Gorgany i mała odległość od ukochanego Lwowa (ok. 70 km w linii prostej), napawały go prawdziwie twórczym natchnieniem. To w Bieszczadach powstały obszerne fragmenty scenariuszy m.in. do serialu Dom i Ballady o Januszku, a letnie i zimowe odcinki powieści radiowej Matysiakowie przez lata tworzone były właśnie pod Otrytem.
Spotkanie z tą niezwykłą polską krainą zaowocowało fascynacją Janickiego mieszkającymi tu ludźmi, ich losami i wręcz niecodzienną propagowaną przez nich filozofią życia. Niemal narkotycznie wsłuchiwał się w opowieści snute przez bieszczadników przy biesiadnych stołach i ogniskach. Rzeczywistość Bieszczadów przetransformowana została przez Janickiego na język prozy, radia i kina. Szerokiej publiczności objawiła się w formie słuchowisk radiowych, zaadaptowanych jako filmy telewizyjne, takie jak Hasło, Wolna Sobota i Wesołych świąt oraz zbioru kultowych już Opowiadań bieszczadzkich filmów.
Przed 2000 Jerzy Janicki zorganizował Biesiadę Filmową w Lutowiskach, w której uczestniczyli m.in. Wiesław Gołas, Emil Karewicz, Wojciech Siemion, Zdzisław Wardejn.

## Upamiętnienie
Została ustanowiona Fundacja im. Jerzego Janickiego, której prezesem zarządu została Krystyna Czechowicz-Janicka, a wiceprezesem Agnieszka Janicka-Twardowska.
Po latach tabliczka z jego nazwiskiem na wieczystą pamiątkę przybita została na kapliczce pamięci w Cisnej i znalazła się w otoczeniu najsłynniejszych bieszczadników.
2 maja 2010, w trzecią rocznicę śmierci Jerzego Janickiego, z inicjatywy gminy Lutowiska, której Janicki był honorowym obywatelem, został odsłonięty pomnik Jego pamięci, który odsłoniła żona Krystyna. Rada Gminy podjęła także uchwałę o nadaniu Gminnemu Ośrodkowi Kultury w Lutowiskach imię Jerzego Janickiego.
W październiku 2019 z inicjatywy Stowarzyszenia Filmowców Polskich na skwerze Jerzego Janickiego w Warszawie, u zbiegu ulic Ludnej i Czerniakowskiej, został odsłonięty jego pomnik w postaci ławeczki, a na fasadzie budynku przy ul. Dobrej 18/20, w którym mieszkał, tablica pamiątkowa.

## Nagrody
- 1958 – Nagrody Radia i TV – radiową Matysiakowie,
- 1963 – III nagroda w konkursie Polskiego Radia za słuchowisko Prawie tysiąc czwartków,
- 1969 – Złoty Mikrofon za zasługi dla rozwoju Polskiego Radia,
- 1971 – Nagroda Komitetu do spraw Radia i Telewizji za twórczość radiową i telewizyjną za rok 1970,
- 1977 – Nagroda Ministra Kultury i Sztuki I stopnia za całokształt twórczości w dziedzinie słuchowisk radiowych,
- 1978 – Złoty Ekran za scenariusz serialu telewizyjnego Polskie drogi[23],
- 1978 – Nagroda „Trybuny Ludu” za scenariusz serialu telewizyjnego Polskie drogi,
- 1981 – Nagroda Przewodniczącego Komitetu do spraw Radia i Telewizji w dziedzinie publicystyki,
- 1983 – Nagroda Ministra Kultury i Sztuki I stopnia za osiągnięcia w dziedzinie słuchowisk radiowych i scenariuszy telewizyjnych,
- 1984 – Nagroda Miasta Stołecznego Warszawy,
- 1987 – Nagroda Przewodniczącego Komitetu ds. Radia i Telewizji za twórczość literacką w dziedzinie słuchowisk radiowych i scenariuszy telewizyjnych,
- 1989 – Specjalny Złoty Ekran za wieloletnią działalność scenariopisarską dla TVP za rok 1988,
- 2001 – Tytuł Honorowego Obywatela Gminy Lutowiska[24],
- 19 marca 2001 – Super Wiktor 2000 za całokształt twórczości,
- 2002 – Nagroda Literacka m.st. Warszawy,
- 26 października 2002 – statuetka Gwiazda Telewizji Polskiej z okazji 50-lecia TVP za scenariusze widowisk telewizyjnych,
- 19 sierpnia 2003 – Nagroda pamiątkowa prezydenta RP z okazji 75. rocznicy urodzin,
- 10 marca 2006 – Doktorat honoris causa Uniwersytetu Opolskiego[25],
- 7 listopada 2006 – Nagroda specjalna Marszałka Województwa Mazowieckiego.

## Odznaczenia
- Krzyż Komandorski z Gwiazdą Orderu Odrodzenia Polski (15 grudnia 2001)[26],
- Krzyż Komandorski Orderu Odrodzenia Polski (6 grudnia 1996)[27],
- Krzyż Oficerski Orderu Odrodzenia Polski (1985),
- Krzyż Kawalerski Orderu Odrodzenia Polski (1976),
- Medal 40-lecia Polski Ludowej (1984),
- Złoty Medal „Zasłużony Kulturze Gloria Artis” (23 marca 2007 – pośmiertnie),
- Złota odznaka honorowa „Za Zasługi dla Warszawy” (1966).